# اقدگش علیا
اقدگش علیا، روستایی است از توابع بخش وشمگیر شهرستان آق‌قلا در استان گلستان ایران.

## جمعیت
این روستا در دهستان مزرعه جنوبی قرار دارد و براساس سرشماری مرکز آمار ایران در سال ۱۳۸۵، جمعیت آن ۱٬۰۱۰ نفر (۲۰۴خانوار) بوده‌است.